# SEAT 128
O SEAT 128 é um cupê hatchback de 3 portas produzido pela fabricante espanhola SEAT de 1976 a 1980. É essencialmente uma versão esportiva hatchback de três portas do Fiat 128. Na Espanha, ele estava disponível com duas opções de motor da família de motores Fiat 124, o 1,2 litro e o mais potente e conhecido motor 1430.
Projetado no Fiat Centro Stile, o Fiat 128 3P foi colocado à venda na Itália um ano antes; os painéis da carroceria eram enviados de Turim para a fábrica de montagem da SEAT em Barcelona. O carro era voltado para motoristas ricos e jovens. No entanto, o 128 nunca teve grande sucesso comercial, já que neste período de recessão econômica e transição na Espanha a maioria das pessoas optou pelo menor e mais barato SEAT 127.
Um total de 31.893 unidades foram produzidas pela SEAT em quatro anos de produção.